# Петровка (Николаевский район, Николаевская область)
Петровка (укр. Петрівка) — село в Николаевском районе Николаевской области Украины.
Основано в конце XVIII века. Население по переписи 2001 года составляло 1160 человек. Почтовый индекс — 57135. Телефонный код — 512. Занимает площадь 7,695 км².

## Местный совет
57135, Николаевская обл., Николаевский р-н, с. Петровка, ул. Ленина, 39; тел. 51-00-04